# Артемьєвка
Арте́мьєвка (рос. Артемьевка) — село у складі Абдулинського міського округу Оренбурзької області, Росія.

## Населення
Населення — 567 осіб (2010; 669 у 2002).
Національний склад (станом на 2002 рік):
- чуваші — 61 %
- татари — 30 %